# Château de Beaubois
Le château de Beaubois  est situé sur la commune de Bourseul en France.

## Localisation
Le château est situé sur la commune de Bourseul dans le département des Côtes-d'Armor, dans la région Bretagne.

## Historique
Ancienne seigneurie vendue par la famille de Guéhéneuc aux de Tesson (ou de Tessay) en 1854. Ces derniers entreprennent la restauration de l'édifice dont la partie ouest avait été détruite pendant la Restauration. Le château de Beaubois est en grande partie reconstruit à partir de 1861. Chapelle de 1890. L'édifice change de main au XXe siècle et devient la propriété de Louis de Chappedelaine, député et ministre de la marine marchande. Projet de restauration intérieure par l'architecte Pierre Laloy en 1923.
Le château est inscrit au titre des monuments historiques par arrêté du 27 février 1926.

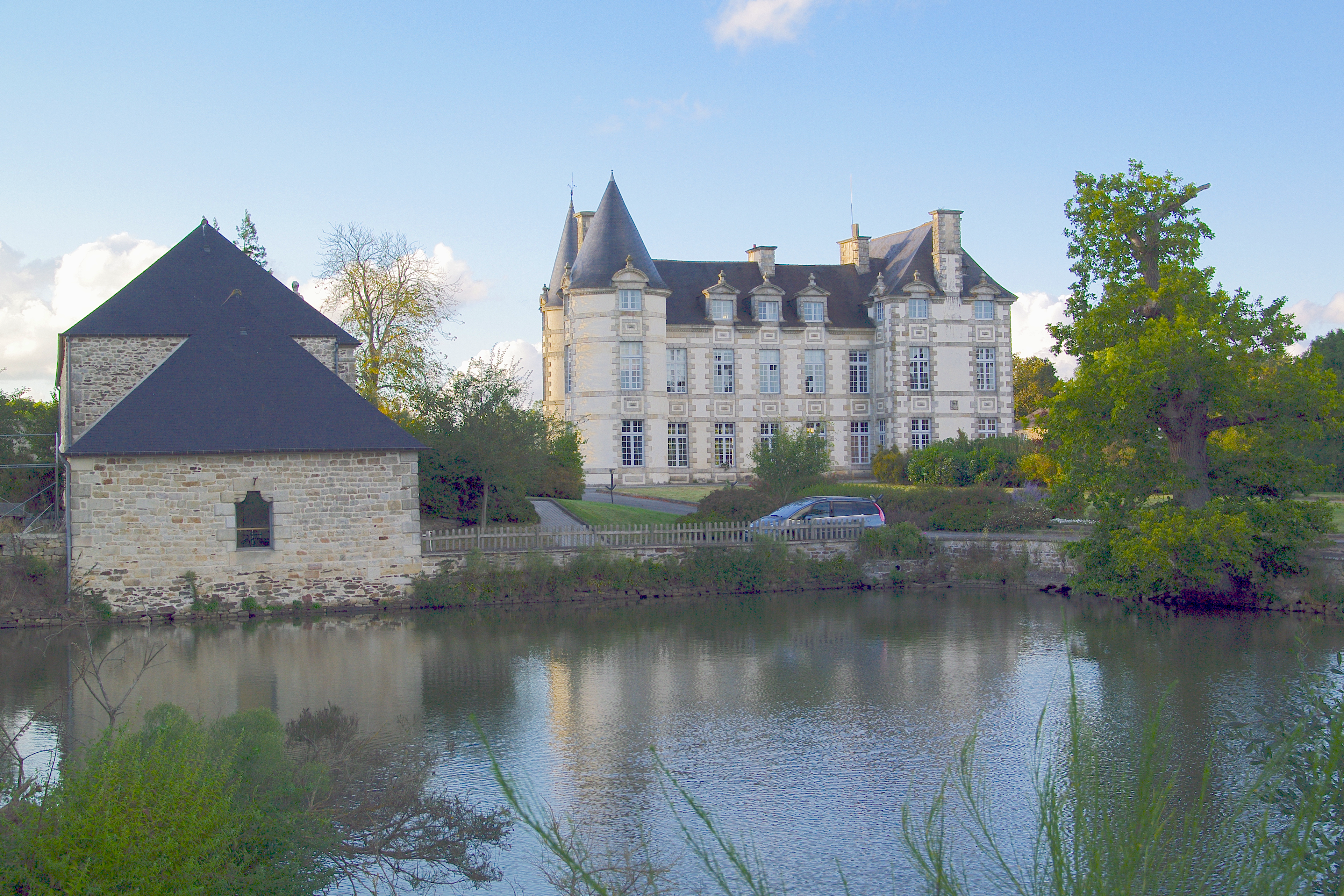
Le château et son parc.